# 鳥栖親子3人殺害事件
鳥栖親子3人殺害事件（とすおやこさんにんさつがいじけん）は、1983年（昭和58年）5月16日に佐賀県鳥栖市水屋町で発生した殺人事件である。犯人の男Oが隣家の親子3人を出刃包丁で刺殺した。犯人と隣人との間のトラブルから起きた事件である。

## 概要
犯人は製缶会社従業員の男O（当時38歳）である。被害者はOの隣に住んでいた会社員の男性A1（当時38歳）と妻A2（同36歳）、長男A3（同13歳：市立基里中学校2年生）の親子3人で、事件当時近くのそろばん塾に出かけていたため難を逃れた長女A4（当時9歳：市立基里小学校4年生）を加えた4人家族だった。現場は鳥栖市の南東部で、福岡県久留米市との県境まで500 mの水田地帯（国道3号から100 m東に入った住宅地）にあり、O宅とA1宅は事件当時、道路を挟んで50 mしか離れていなかった。
Oは事件当日、自宅の水道ホースの金具が無くなったことについて隣人の男性A1の長男（当時12歳）によるものと思い込み、A1の家に怒鳴り込みに行った。しかし、A1は身に覚えが無いと言ったことから口論となり、激怒したOは一度自分の家に戻り包丁を隠し持って再びA1の家に行き、電話中だったA1を包丁で殺害し、さらに、A1の妻（当時36歳）も同時に殺害した。A1の長男は逃げ出したもののAは包丁を持ちながらA1の長男を追いかけ、捕まえると同様に包丁で殺害した。Oは犯行から約30分後、近隣住民の通報で駆けつけた鳥栖警察署員に殺人の現行犯で逮捕された。
Oは犯行の2日前に水道のホースの金具（金額としては200円程度のもの）がなくなっていることに気付き、会社を休んで近所に聞き込みに回った。その聞き込みから、金具の紛失は以前に自分が所有するトラクターに悪戯をしたA1の長男によるものと思い込み犯行に至った。Oは普段から近所との付き合いも無く、また以前に精神科医への通院歴があった。

## 刑事裁判
佐賀地裁への起訴前および、佐賀地裁での第一審の公判中に、被告人Oの責任能力の有無程度をめぐって3回の精神鑑定が実施された。1回目（起訴前）の精神鑑定を実施した武市昌士（佐賀医科大学教授）は「犯行時の精神状態に異常は認められない」とする鑑定書を提出していたが、公判中に弁護人の申請を受けて2度目の精神鑑定を実施した池田暉親（宮崎医科大学教授）は「Oは犯行時、精神分裂病の症状が悪化する増悪期にあたり、物事の善悪を判断する理非弁別能力はほとんどなかったか、少なくとも著しく障害されていた」とする鑑定書を1984年（昭和59年）8月に提出した。検察官からの鑑定申請を受け、風祭元（帝京大学医学部教授）による3回目の精神鑑定が実施され、風祭は1986年（昭和61年）6月に「Oは妄想性人格障害者だが、精神分裂病だったとは考えられず、犯行当時、軽度精神薄弱者相応の理非弁別能力があった」という鑑定書を提出、検察官は武市・風祭の両鑑定書をもとにOには完全責任能力があったとして死刑を求刑した一方、弁護人は池田鑑定書をもとに、Oは犯行時心神喪失状態にあったとして無罪を主張していた。
1987年（昭和62年）3月12日、佐賀地裁（早船嘉一裁判長）は検察官の求刑通り、Oに死刑判決を言い渡した。佐賀地裁は、Oを「特有の固執性を持つ異常性格者」と評した上で、知能の低い者の劇情による犯行であり、心神喪失も心神耗弱も認められないとして、Oが完全責任能力を有していたと認め、犯行の残忍性・Oに改悛の情がない点などから極刑をもって臨むしかないと結論付けた。弁護人は判決を不服として同日中に控訴した。
1989年（平成元年）10月24日、福岡高裁第1刑事部（丸山明裁判長）は弁護人の控訴を棄却する判決を言い渡した。福岡高裁は池田鑑定について、妄想・体感異常などの典型症状を一般よりも拡張解釈しており信用できないとした上で、Oは軽度の精神障害者に匹敵する是非弁別能力を有しており、自作調書の任意性・信用性も認められると評し、Oに改悛の情がないことや結果の重大性などから死刑はやむを得ないと結論付けた。
Oは上告し、弁護人は上告審で死刑違憲論も主張したが、1995年（平成7年）4月21日に最高裁第二小法廷（中島敏次郎裁判長）はO側の上告を棄却する判決を言い渡した。同年5月10日付で死刑が確定した。

## 死刑執行
かくして死刑確定者（死刑囚）となったOは2000年（平成12年）11月30日に福岡拘置所で死刑を執行された（55歳没）。同日には名古屋拘置所でも、1972年から10年間で8人を相次いで殺害するなどした勝田清孝ら2人の死刑確定者に対する刑が執行されている。死刑執行は1999年（平成11年）12月17日以来で、保岡興治が法務大臣に就任して以降では初であった。また福岡拘置所での死刑執行は1999年12月以来だった。当時は国会開催中の死刑執行は回避されていたが、この死刑執行は国会閉会（12月1日）を翌日に控える中での死刑執行だった。
Oと拘置所で面会していた市民団体「死刑廃止・タンポポの会」会員の山崎博之は、通常は国会閉会中に執行される死刑が開会中に執行されたことについて「国側に死刑制度を存続させようとする強い意思があるものと受け止める。国による殺人が強行されることに強い怒りを感じる」と話したほか、控訴審判決の直前にOと面会した際、Oから「拘置所の食事に石が入っている」などと訴えられていたとして、Oの精神状態に関する検討が不十分であったと死刑執行を批判している。